# تپه چیا سی
تپه چیا سی مربوط به عصر مس - سده‌های میانی دوران‌های تاریخی پس از اسلام است و در شهرستان کوهدشت، بخش مرکزی، دهستان گل گل، روستای چم کبود سفلی واقع شده و این اثر در تاریخ ۲۳ بهمن ۱۳۸۵ با شمارهٔ ثبت ۱۷۲۱۳ به‌عنوان یکی از آثار ملی ایران به ثبت رسیده است.